# لامبورگینی سستو المنتو
لامبورگینی سستو المنتو (به ایتالیایی: Lamborghini Sesto Elemento) («عنصر ششم») خودرویی با کارایی بالا در نسخهٔ محدود تولیدشده توسط خودروساز ایتالیایی لامبورگینی است که در نمایشگاه خودرو پاریس ۲۰۱۰ معرفی شد. نام سستو المنتو اشاره‌ای به عدد اتمی کربن است که به فیبر کربن استفاده‌شده در ساخت آن اشاره دارد.

## طراحی و مشخصات
سستو المنتو مجهز به جعبه‌دنده دستی خودکار ۶ سرعته "e-gear" لامبورگینی و سامانه چهار چرخ متحرک است که به موتور ۵٫۲ لیتری وی۱۰ قرض گرفته شده از گالاردو سوپرلگرا متصل شده‌است و ۵۷۰ اسب بخار متری (۴۱۹ کیلووات؛ ۵۶۲ اسب بخار) و ۵۴۰ نیوتن متر (۳۹۸ پوند نیرو-فوت) گشتاور تولید می‌کند. شاسی، بدنه، محور محرک و اجزای سامانه تعلیق از فیبر کربن ساخته شده‌اند که وزن کلی را به ۹۹۹ کیلوگرم (۲٬۲۰۲ پوند) کاهش می‌دهد، وزنی که با خودروهای کامپکت کوچک قابل مقایسه است. سستو المنتو نخستین خودرویی بود که از فیبر کربن فورج شده (در وان و بازوهای تعلیق) استفاده کرد، نوع جدیدی از کامپوزیت کربن که توسط لامبورگینی و شرکت گلف کالاوی توسعه یافته‌است.

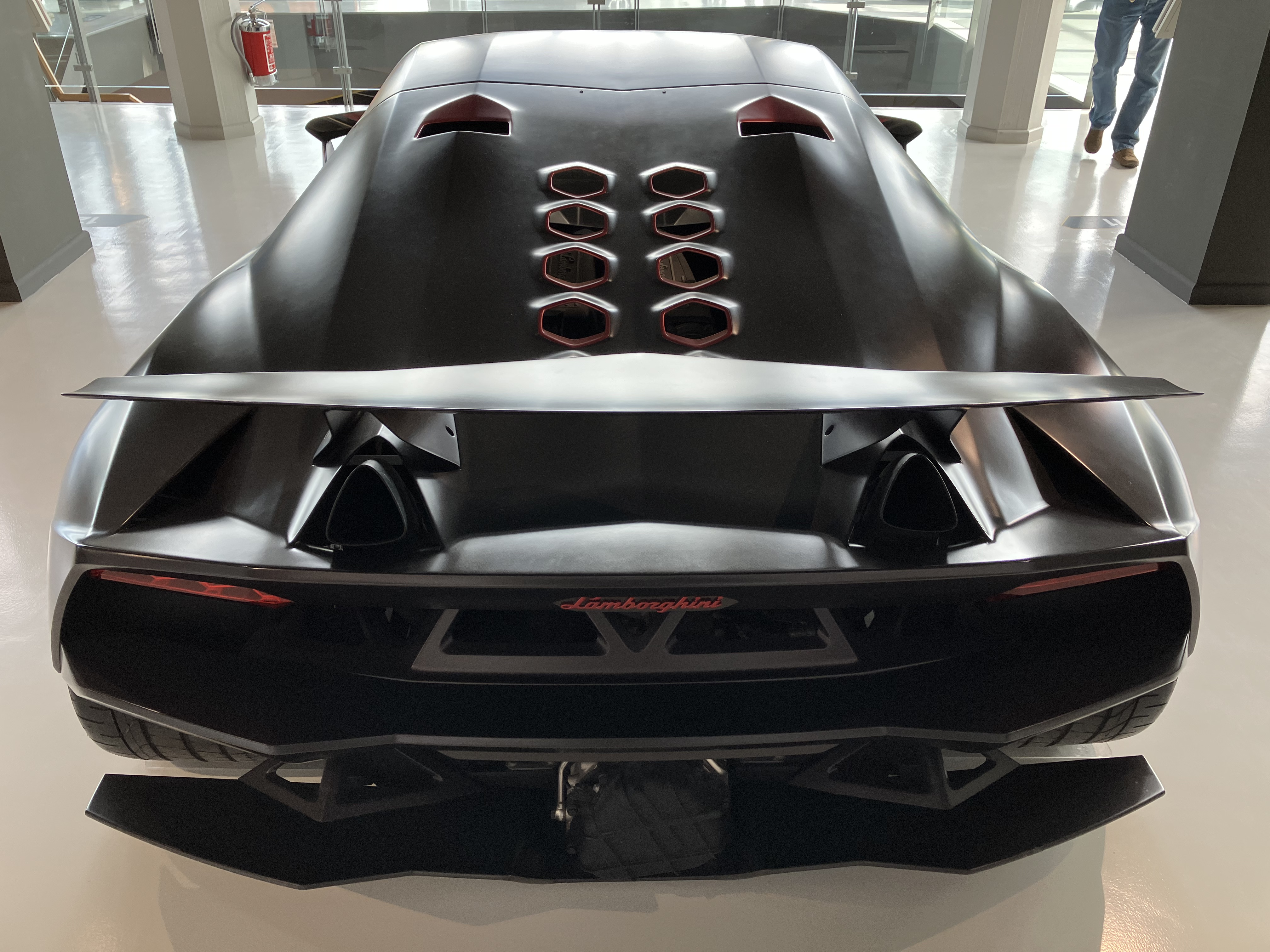
درب عرشه عقب سستو المنتو در موزه لامبورگینی

موتور از طریق ۱۰ سوراخ شش‌ضلعی متمایز در پوشش موتور خنک می‌شود، در حالی که دو ورودی هوای خنک را به داخل محفظه موتور وسط نصب می‌کنند و لوله‌های اگزوز در بال عقب قرار می‌گیرند. لامبورگینی ادعا می‌کند شتاب ۰–۱۰۰ کیلومتر بر ساعت (۰–۶۲ مایل بر ساعت) ۲٫۵ ثانیه، ۰–۲۰۰ کیلومتر بر ساعت (۰–۱۲۴ مایل بر ساعت) ۸٫۰ ثانیه و بیشینه سرعت بیش از ۳۵۶ کیلومتر بر ساعت (۲۲۱ مایل بر ساعت) است.
فضای داخلی سستو المنتو به‌طور کلی بدون وسایل نقلیه راحتی مانند تهویه مطبوع و استریو است. سستو المنتو همچنین فاقد صندلی است، در عوض دارای لایه‌های فومی است که مستقیماً به شاسی فیبر کربنی چسبیده‌است.

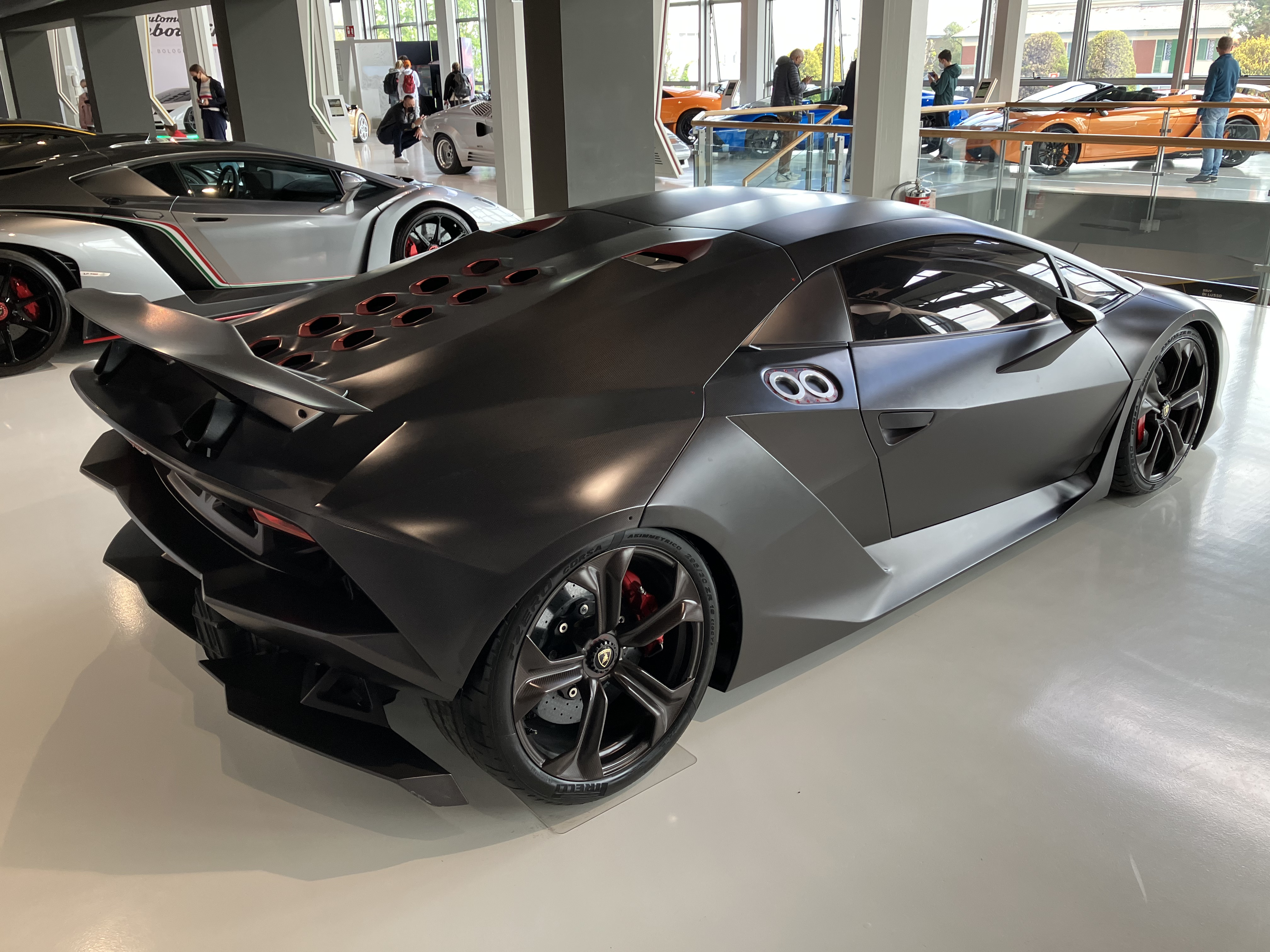
قسمت عقب سستو المنتو در موزه لامبورگینی

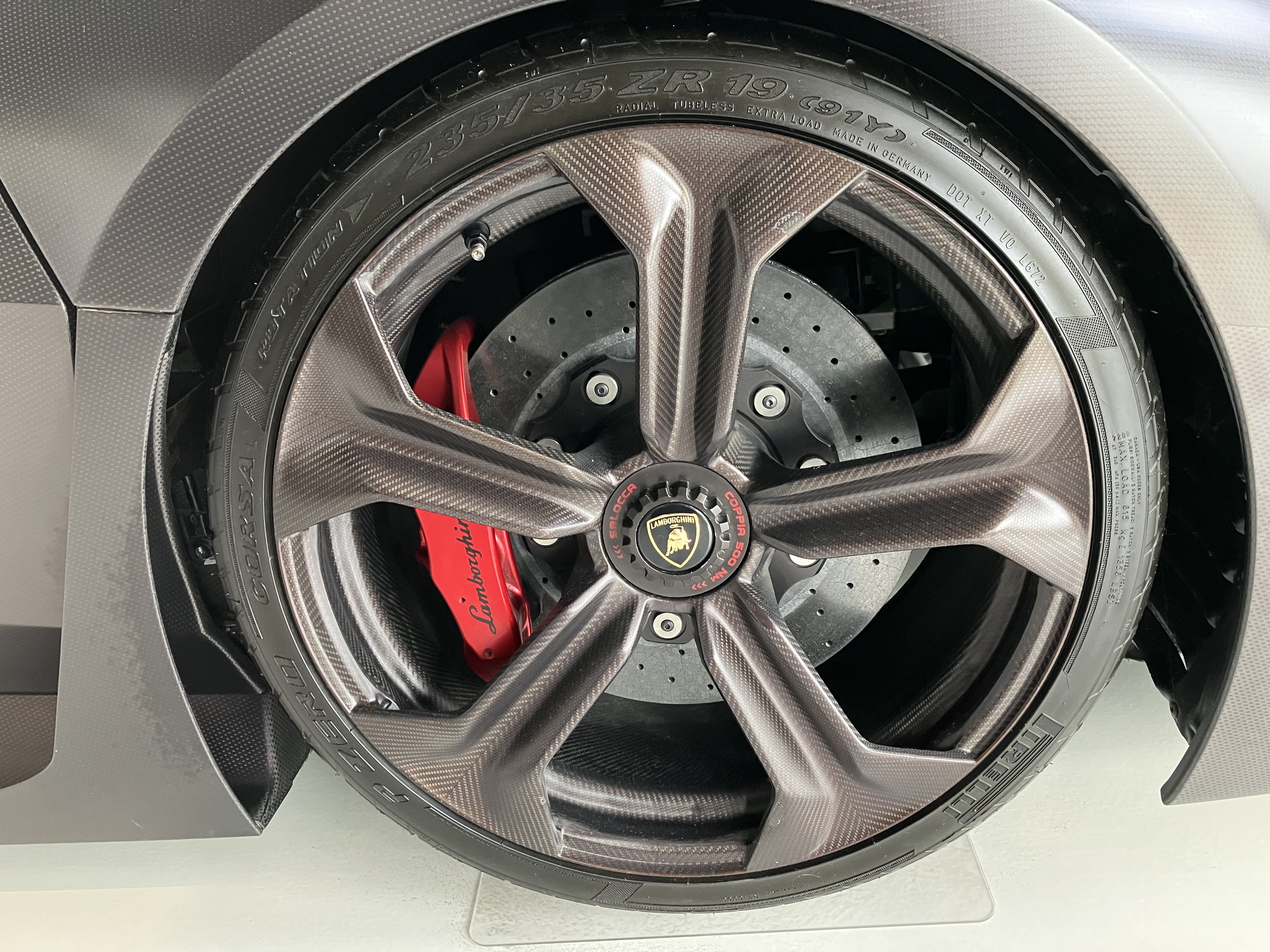
چرخ کربنی قفل مرکزی سستو المنتو

## تولید

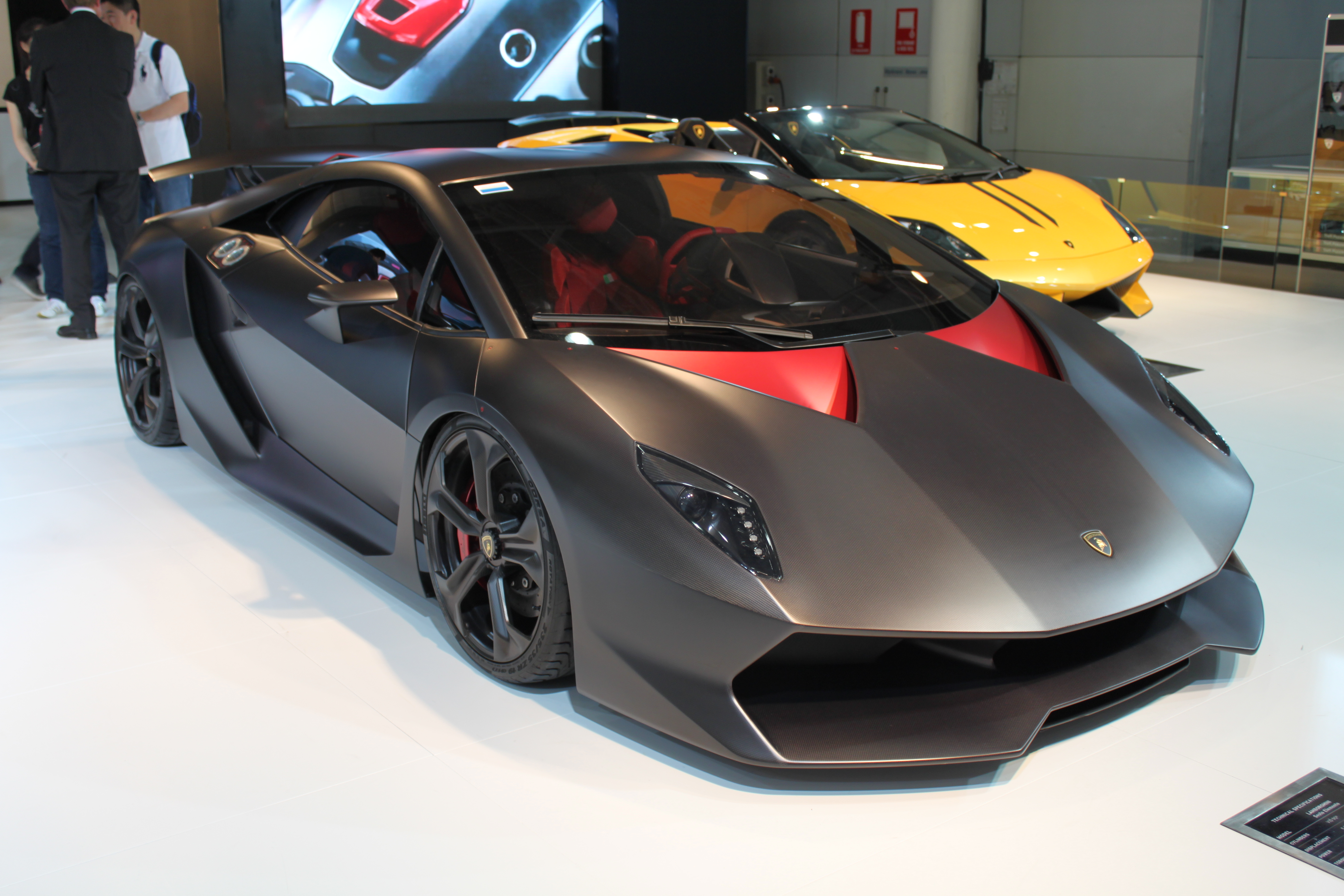
لامبورگینی سستو المنتو از نمایی دیگر

لامبورگینی اعلام کرد که قصد دارد ۲۰ خودرو برای استفاده در پیست را تنها در میانه‌های سال ۲۰۱۱ تولید کند که هر خودرو ۲٫۹۲ میلیون دلار آمریکا هزینه دارد. در آن زمان، سستو المنتو گران‌ترین لامبورگینی بود که تا کنون ساخته شده بود، تا زمانی که وننو به بازار عرضه شد، با قیمت این خودرو به ۴٬۱۶۲٬۱۵۰ پوند (۶٫۵ میلیون دلار آمریکا). به دلیل عدم علاقه به چنین خودروی گران‌قیمتی که قانونی در جاده‌ها نبود، لامبورگینی نتوانست ۲۰ مشتری برای خرید سستو المنتو پیدا کند. عموماً باور بر این است که لامبورگینی تنها ۱۰ دستگاه سستو المنتو را به جای ۲۰ دستگاه برنامه‌ریزی شده تولید کرد. این موضوع از طریق ثبت شماره‌های شناسایی خودرو تأیید می‌شود، اما لامبورگینی به‌طور عمومی آن را پذیرفته‌است.
سنگاپور با ورود چهار خودرو در سال ۲۰۱۴، بیش از هر کشور دیگری دریافت‌کننده خودرو بوده‌است، اگرچه برخی از آنها کشور را ترک کرده‌اند. ایالات متحده آمریکا هیچ سستو المنتو دریافت نکرد، اگرچه یک شاسی نمایشی در کارخانه اورت بوئینگ گهگاه به نمایش گذاشته می‌شود، زیرا بوئینگ به لامبورگینی در توسعه فیبر کربن کمک می‌کند.